# BBCode
BBCode – język formatowania wiadomości internetowych, pojawiający się często na forach dyskusyjnych. Głównym założeniem tego skryptu jest umożliwienie osobie nieznającej składni HTML łatwego zmodyfikowania wypowiedzi zgodnie z jej potrzebami. Z drugiej strony pozwolenie na ingerencję jedynie w treść i wygląd, blokując możliwość wstawiania znaczników HTML, JavaScript czy PHP.
BBCode został rozpowszechniony w wielu skryptach forów, między innymi w phpBB, MyBB, vBulletin oraz Invision Power Board.

## Formatowanie i znaczniki
Poniżej podane są znaczniki, które najczęściej dostępne są w systemach BBCode i efekt ich działania:
| Kod | Efekt                          |
| --- | ------------------------------ |
| [b]pogrubienie[/b] | pogrubia tekst                 |
| [i]kursywa[/i] | pochyla tekst                  |
| [u]podkreślenie[/u] | podkreśla tekst                |
| [quote]cytat[/quote] | cytuje dany tekst              |
| [quote="Cyceron"]cytat[/quote] | cytuje tekst z podaniem autora |
| [code]kod[/code] | kod programu                   |
| [color=blue]niebieski kolor tekstu[/color] | niebieski kolor tekstu         |
| [size=9]tekst mały[/size] [size=14]tekst duży[/size] | reguluje wielkość tekstu       |
| [list]<br />[*]punkt jeden<br />[*]punkt dwa<br />[/list] | - punkt jeden - punkt dwa      |
| [url=http://pl.wikipedia.org]Polska Wikipedia[/url] | Polska Wikipedia               |
| [img]http://upload.wikimedia.org/wikipedia/commons/a/a8/Wikipedia-logo-pl.png[/img] lub [img=http://upload.wikimedia.org/wikipedia/commons/a/a8/Wikipedia-logo-pl.png] |                                |
| [s]przekreślenie[/s] | przekreśla tekst               |
| [table][tr][td]dane tabeli[/td][/tr][/table] | dane tabeli                    |
| [center]wyśrodkowanie[/center] | wyśrodkowany tekst             |

## Używanie wielu znaczników
BBCode umożliwia łączenie (zagnieżdżanie) znaczników, jednak muszą być one wprowadzane w odpowiedniej kolejności, a znaczniki zamykające (np. [/img], [/url]) muszą być podawane w odwrotnej kolejności do znaczników otwierających.